# Olios vitiosus
Olios vitiosus är en spindelart som beskrevs av Jehan Vellard 1924. Olios vitiosus ingår i släktet Olios och familjen jättekrabbspindlar. Inga underarter finns listade i Catalogue of Life.